# 鬼火 (日本)
鬼火（日语：おにび）是在日本民間流传的怪火（在空中漂浮的来历不明的火球）。在传说中，认为是从人或动物的尸体中产生的灵魂，或者是人的怨念变成火而出现的姿态。通常鬼火像是离地1-2公尺高飞行的青色火焰，有时会出现在细雨天气。

## 故事記載

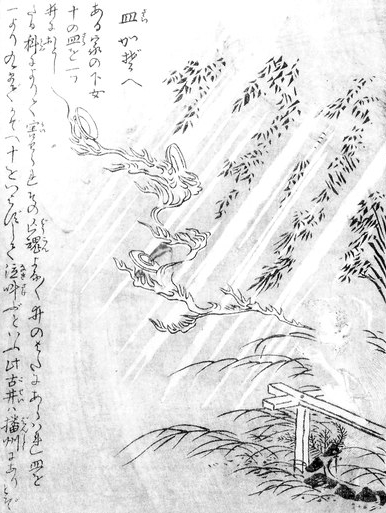
鳥山石燕 『今昔画图续百鬼』的「皿数」

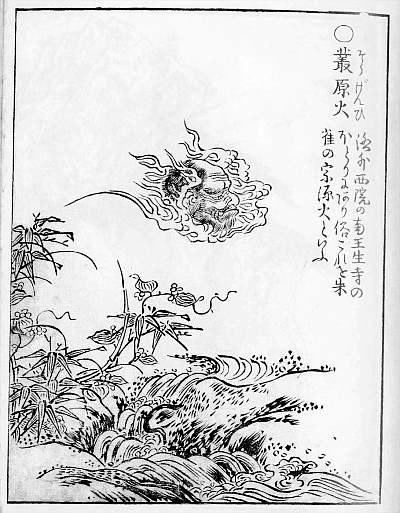
鳥山石燕 『画图百鬼夜行』的「叢原火」

遊火（あそびび）
高知縣對鬼火的稱呼。
いげぼ
三重縣度会郡对鬼火的称呼。
陰火（いんか）
代表亡灵和妖怪出現的鬼火。
風玉（かぜだま）
岐阜縣揖斐郡揖斐川町的鬼火。
皿数（さらかぞえ）
鳥山石燕的『今昔画图续百鬼』的怪火。
叢原火、宗源火（そうげんび）
鳥山石燕的『画图百鬼夜行』在京都的鬼火。
火魂（ひだま）
沖繩縣的鬼火。
渡柄杓（わたりびしゃく）。
狐火（きつねび）。

## 参看
日本妖怪列表